# В парке (фильм, 1915)
«В парке» (англ. In the Park, другие названия — Charlie in the Park / Charlie on the Spree) — короткометражный фильм Чарли Чаплина, выпущенный 18 марта 1915 года.

## Сюжет
Бездельник гуляет по парку, где какой-то граф милуется со своей возлюбленной, и всячески мешает им. Позже он обманывает вора, похитив у него сумочку, и спасает продавца сосисок от грабителя, при этом не забыв прихватить сосиску и для себя. Затем он видит бонну, сидящую на скамейке с книгой, и начинает приставать к ней, что вызывает недовольство её кавалера. А тут ещё объявляются владелица похищенной сумочки, которая оказывается возлюбленной графа, и полицейский…

## В ролях
- Чарли Чаплин — бездельник
- Эдна Пёрвиэнс — бонна
- Бад Джемисон — кавалер бонны
- Лео Уайт — граф
- Леона Андерсон — возлюбленная графа
- Ллойд Бэкон — вор
- Билли Армстронг — грабитель
- Эрнест Ван Пелт — продавец сосисок